# Selecció de bàsquet de Gibraltar
La Selecció de bàsquet de Gibraltar és l'equip format per jugadors de nacionalitat gibraltarenya que representa el territori britànic en bàsquet. L'equip és seleccionat per l'Associació de bàsquet aficionat de Gibraltar, membre de la FIBA Europa des de 1985. Participa en les competicions internacionals organitzades per la Federació Internacional de Bàsquet (FIBA), com el Campionat Europeu de Bàsquet dels Països Petits o els Jocs Insulars.

## Classificacions
| Campionat dels petits estats d'Europa | Campionat dels petits estats d'Europa | Campionat dels petits estats d'Europa | Campionat dels petits estats d'Europa | Campionat dels petits estats d'Europa |
| Any                                   | Posició                               | PJ                                    | G                                     | P                                     |
| ------------------------------------- | ------------------------------------- | ------------------------------------- | ------------------------------------- | ------------------------------------- |
| 1988                                  | 7a                                    | 5                                     | 1                                     | 4                                     |
| 1990                                  | 5a                                    | 5                                     | 2                                     | 3                                     |
| 1992                                  | 7a                                    | 5                                     | 1                                     | 4                                     |
| 1994                                  | 7a                                    | 5                                     | 2                                     | 3                                     |
| 1996                                  | 8a                                    | 5                                     | 1                                     | 4                                     |
| 1998                                  | 4a                                    | 4                                     | 1                                     | 3                                     |
| 2000                                  | 6a                                    | 5                                     | 0                                     | 5                                     |
| 2002                                  | 8a                                    | 5                                     | 0                                     | 5                                     |
| 2004                                  | 7a                                    | 4                                     | 1                                     | 3                                     |
| 2006                                  | 7a                                    | 5                                     | 1                                     | 4                                     |
| 2008                                  | 6a                                    | 5                                     | 1                                     | 4                                     |
| 2010                                  | 7a                                    | 5                                     | 2                                     | 3                                     |
| 2012                                  | 7a                                    | 4                                     | 0                                     | 4                                     |
| 2014                                  | 6a                                    | 4                                     | 0                                     | 4                                     |
| 2016                                  | 8a                                    | 5                                     | 0                                     | 5                                     |
| 2016                                  | 8a                                    | 5                                     | 0                                     | 5                                     |
| 2018                                  | 4a                                    | 5                                     | 2                                     | 3                                     |
| 2021                                  | 5a                                    | 4                                     | 0                                     | 4                                     |
| 2022                                  | 6a                                    | 4                                     | 0                                     | 4                                     |
| Total                                 | Total                                 | 84                                    | 15                                    | 69                                    |

| Jocs Insulars | Jocs Insulars | Jocs Insulars | Jocs Insulars | Jocs Insulars |
| Any           | Posició       | PJ            | G             | P             |
| ------------- | ------------- | ------------- | ------------- | ------------- |
| 1999          | 4a            | 4             | 2             | 2             |
| 2001          | 3             | 6             | 4             | 2             |
| 2003          | 6a            | 5             | 3             | 2             |
| 2007          | 7a            | 6             | 3             | 3             |
| 2009          | 6a            | 4             | 1             | 3             |
| 2011          | 4a            | 5             | 2             | 3             |
| 2015          | 3             | 4             | 3             | 1             |
| 2017          | 2             | 5             | 4             | 1             |
| 2019          | 3             | 5             | 4             | 1             |
| Total         | Total         | 44            | 26            | 18            |